# ICL (spoorwegrijtuig)

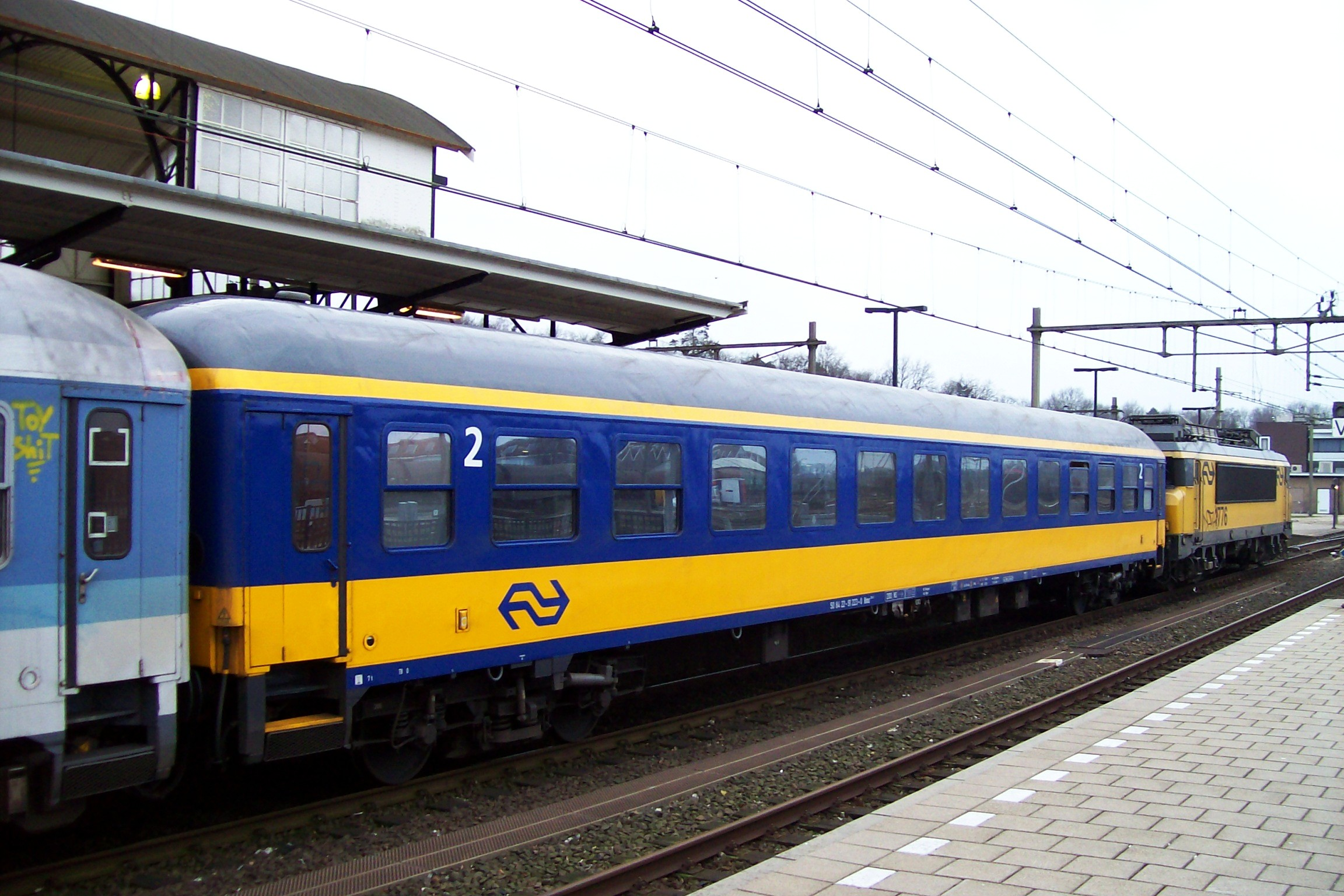
ICL in NS-kleuren te Amersfoort.

ICL (InterCity Lease) was de aanduiding van een serie Intercity-rijtuigen die NS in de periode 2006-2010 heeft geleaset van de Deutsche Bahn (DB). De rijtuigen waren bedoeld om het materieeltekort op te vangen dat ontstond met de invoering van de dienstregeling 2007 waarin meer treinen gingen rijden. Het betrof zogenaamde UIC-X rijtuigen van de Deutsche Bahn uit de bouwseries Aimz,261 Bimz264 en Bimdz268, die in Duitsland reden als Interregio-rijtuigen. Aan het interieur werd, in tegenstelling tot de eerder van de DB overgenomen ICK-rijtuigen, niets gewijzigd. Het ICL-park was aangevuld met eerste klasserijtuigen type Avmz, internationale rijtuigen die al eigendom waren van NS.
De rijtuigen van HEROS Rail Rent GmbH uit Fürth, Duitsland werden gedurende de leaseperiode in Duitsland onderhouden. Heros Rail liet aan OV-Magazine weten dat er ruim honderd rijtuigen beschikbaar waren. Speciaal voor dat onderhoud vonden iedere zaterdag overbrengingsritten plaats tussen de werkplaats in de Watergraafsmeer en de DB-werkplaats in Keulen. Klein onderhoud vond plaats in de werkplaatsen van NedTrain.
De eerste rijtuigen werden eind 2006 in Nederland afgeleverd. De rijtuigen werden eerst ingezet in de Duitse wit/blauwe InterRegio- en rood/witte Intercity-kleurstelling. In april 2007 werden meer rijtuigen afgeleverd, waarvan een deel in Duitsland was overgeschilderd in de geel/blauwe NS-Intercity-kleurstelling. Ook de eerder geleverde treinstellen kregen dat jaar de NS-kleurstelling.
Door de instroom van voldoende Dubbeldeks interregiomaterieel werden de rijtuigen vanaf de zomer van 2009 niet meer ingezet en stonden ze opgesteld op het rangeerterrein Dijksgracht in Amsterdam. Begin 2010 werd een deel van de rijtuigen tijdelijk weer in dienst gesteld nadat door een hoge defectstand als gevolg van het winterweer een materieeltekort was ontstaan. Begin april 2010 werden de rijtuigen opnieuw terzijde gesteld, waarna ze vervolgens enkele weken later weer terugkeerden naar Duitsland, alwaar ze weer overgedragen werden aan de DB.

## Inzet
Voor de inzet in de Nederlandse treindienst werden rijtuigen tot composities geformeerd, meestal in combinatie met een rijtuig ICRm-A, Avmz of ICK. Bij alle composities bevond zich aan beide uiteinden van de trein een locomotief van het type 1700 of 1800.
Officieel waren de rijtuigen van half 2007 tot november van dat jaar geformeerd in "stammen". Deze stammen hadden de volgende nummering:
- 18000-serie: een 2e klas rijtuig van het type Bimz,264 een 1e klas rijtuig van het type Aimz261 en een 2e klas rijtuig van het type Bimdz268
- 19250-19259: enkel rijtuig 1e klas van het type Avmz
- 21000-serie: twee rijtuigen 2e klas
- 23000-serie: drie rijtuigen 2e klas

De stammen werden al snel weer afgeschaft, omdat de rijtuigen regelmatig aan defecten leden. Hierdoor stonden telkens meerdere rijtuigen aan de kant wanneer er één rijtuig defect was.
De rijtuigen werden vanaf het begin van de dienstregeling 2007 ingezet in de nieuwe intercitydienst tussen Amersfoort en Amsterdam Centraal. In de brede spits reed deze treinserie van en naar Deventer. Later reden de rijtuigen ook enkele treinen tussen Den Haag Centraal en Nijmegen en enkele spitstreinen tussen Schiphol en Lelystad. De planmatige inzet van de rijtuigen eindigde in de loop van 2009.
Na de gedeeltelijke herindienststelling begin 2010 werden de rijtuigen doordeweeks ingezet in de Intercity's Maastricht - Schiphol en Venlo - Den Haag Centraal.